# Johan Tšutšelov
Johan Tšutšelov (* 8. Juni 1912) war ein estnischer Fußballspieler. 

## Karriere
Johan Tšutšelov spielte in seiner Fußballkarriere, wovon nur die Jahre 1935 und 1936 bekannt sind, für den SK Tallinna Sport in der Estnischen Meisterschaft, mit dem er in der Spielzeit 1936 Vizemeister hinter dem JS Estonia Tallinn wurde.
Im Jahr 1935 absolvierte Tšutšelov sieben Länderspiele für die Estnische Nationalmannschaft. Er debütierte im Juni 1935 gegen Litauen. Im selben Jahr nahm er mit der Landesauswahl am Baltic Cup teil.